# America’s Sweetheart
America’s Sweetheart — дебютный альбом певицы Кортни Лав, выпущенный компанией Virgin 10 февраля 2004 года. Альбом достиг 53 позиции в чарте Billboard 200, однако не окупился, и сама Лав позднее назвала выпуск этого диска «ошибкой».

## Стиль, отзывы критиков
Реакция музыкальных критиков на альбом оказалась преимущественно негативной. Сэл Синкемани из журнала Slant Magazine поставил ему два балла из пяти, назвав диск «сочетанием дикого, гортанного и унылого рока с более изящными и доступными балладами», которое «почти невозможно слушать». Рецензент невысоко оценил вокал Кортни Лав, указав на то, что ей не удаётся долго держать ноты, а её «дребезжащий и срывающийся» голос напоминает «хриплые завывания». Среди других недостатков альбома Синкемани выделил узость тематики песен (они посвящены преимущественно наркотикам и сексу) и дурно написанные, глупо звучащие тексты. Свою разгромную рецензию критик завершил рассуждением о том, что альбом лучше всего демонстрирует уровень деградации певицы.
Лишь немногим выше (на два с половиной балла из пяти) оценил диск Стивен Томас Эрлевайн с сайта Allmusic.com. Он назвал альбом «неряшливым и предсказуемым», заметив, что Лав звучит очень несовременно — её хриплый вокал и мелодии производят впечатление «смеси плохого LA-панка с плохим LA-металом», а некоторые гитарные риффы производят впечатление плагиата у Led Zeppelin. В попытке певицы напомнить о себе, по мнению Эрлевайна, нет «ни веса, ни силы», и в конечном счёте диск выглядит не как полноценная запись или хоть какое-то произведение искусства, а всего лишь как посредственный скандал в бульварной прессе.

## Список композиций
| №   | Название                                      | Текст песни                         | Длительность |
| --- | --------------------------------------------- | ----------------------------------- | ------------ |
| 1.  | «Mono»                                        | Лав, Перри, П. Шемель, Л. Шемель    | 3:39         |
| 2.  | «But Julian, I'm a Little Bit Older Than You» | Лав, П. Шемель, Л. Шемель           | 2:48         |
| 3.  | «Hold on to Me»                               | Лав                                 | 3:45         |
| 4.  | «Sunset Strip»                                | Лав, Перри, П. Шемель, Бест         | 5:32         |
| 5.  | «All the Drugs»                               | Лав, П. Шемель, Бест, К. Уайтмайер  | 4:31         |
| 6.  | «Almost Golden»                               | Лав, Барбер                         | 3:25         |
| 7.  | «I'll Do Anything»                            | Лав, Перри, П. Шемель, Бест         | 3:01         |
| 8.  | «Uncool»                                      | Лав, Перри, П. Шемель, Бест, Таупин | 4:37         |
| 9.  | «Life Despite God»                            | Лав, Перри, П. Шемель, Бест         | 4:16         |
| 10. | «Hello»                                       | Лав, Перри, П. Шемель, Бест         | 3:10         |
| 11. | «Zeplin Song»                                 | Лав, Перри, Малони                  | 2:48         |
| 12. | «Never Gonna Be the Same»                     | Лав, Перри, П. Шемель, Бест         | 5:07         |

### Бонус-треки
| №   | Название | Текст песни                 | Длительность |
| --- | -------- | --------------------------- | ------------ |
| 13. | «Fly»    | Лав, Перри, П. Шемель, Бест | 2:43         |

## Участники записи

### Музыканты
- Кортни Лав — вокал, гитара
- Патти Шемель (Patty Schemel)
- Саманта Малони (Samantha Maloney)
- Джерри Бест (Jerry Best)
- Крис Уайтмайер (Chris Whitemyer)
- Эмили Отемн
- Джо Гор (Joe Gore)
- Скотт МакКлауд (Scott McCloud)

### Производство
- Продюсеры: Джош Абрахам, Джеймс Барбер, Кортни Лав, Мэтт Серлетик
- Инженеры: Джейми Кандилоро, Грег Коллинз, Райан Уильямс, Джо Зук
- Миксинг: Крис Лорд-Элдж, Дэвид Тонер, Энди Уоллес, Джо Зук
- Программирование гитар: Крис Уайтмайер
- Иллюстрации: Оливия де Берардинис
- Фотограф: Дэвид ЛаШапель
- Рисунки: Кортни Лав

## Позиции в чартах

### Альбом
| Чарт (2006)                           | Позиция |
| ------------------------------------- | ------- |
| Swedish Albums Chart                  | 13      |
| New Zealand RIANZ Album Chart         | 26      |
| Australian ARIA Official Albums Chart | 40      |
| Billboard 200 (US)                    | 52      |
| UK Albums Chart                       | 56      |
| Austrian Albums Chart                 | 62      |
| French Albums Chart                   | 85      |

### Синглы
| Год  | Название        | Чарт                                            | Позиция |
| ---- | --------------- | ----------------------------------------------- | ------- |
| 2004 | «Mono»          | U.S. Billboard Modern Rock Tracks               | 18      |
| 2004 | «Mono»          | Australian Alternative / Indie Radio Play Chart | 12      |
| 2004 | «Mono»          | UK Singles Chart                                | 41      |
| 2004 | «Hold on to Me» | U.S. Billboard Modern Rock Tracks               | 39      |
| 2004 | «All The Drugs» | Australian Alternative / Indie Radio Play Chart | 9       |
| 2004 | «Zeplin Song»   | Australian Alternative / Indie Radio Play Chart | 29      |